# Styrax wilsonii
Styrax wilsonii är en storaxväxtart som beskrevs av Alfred Rehder. Styrax wilsonii ingår i släktet Styrax och familjen storaxväxter. Inga underarter finns listade i Catalogue of Life.

## Bildgalleri

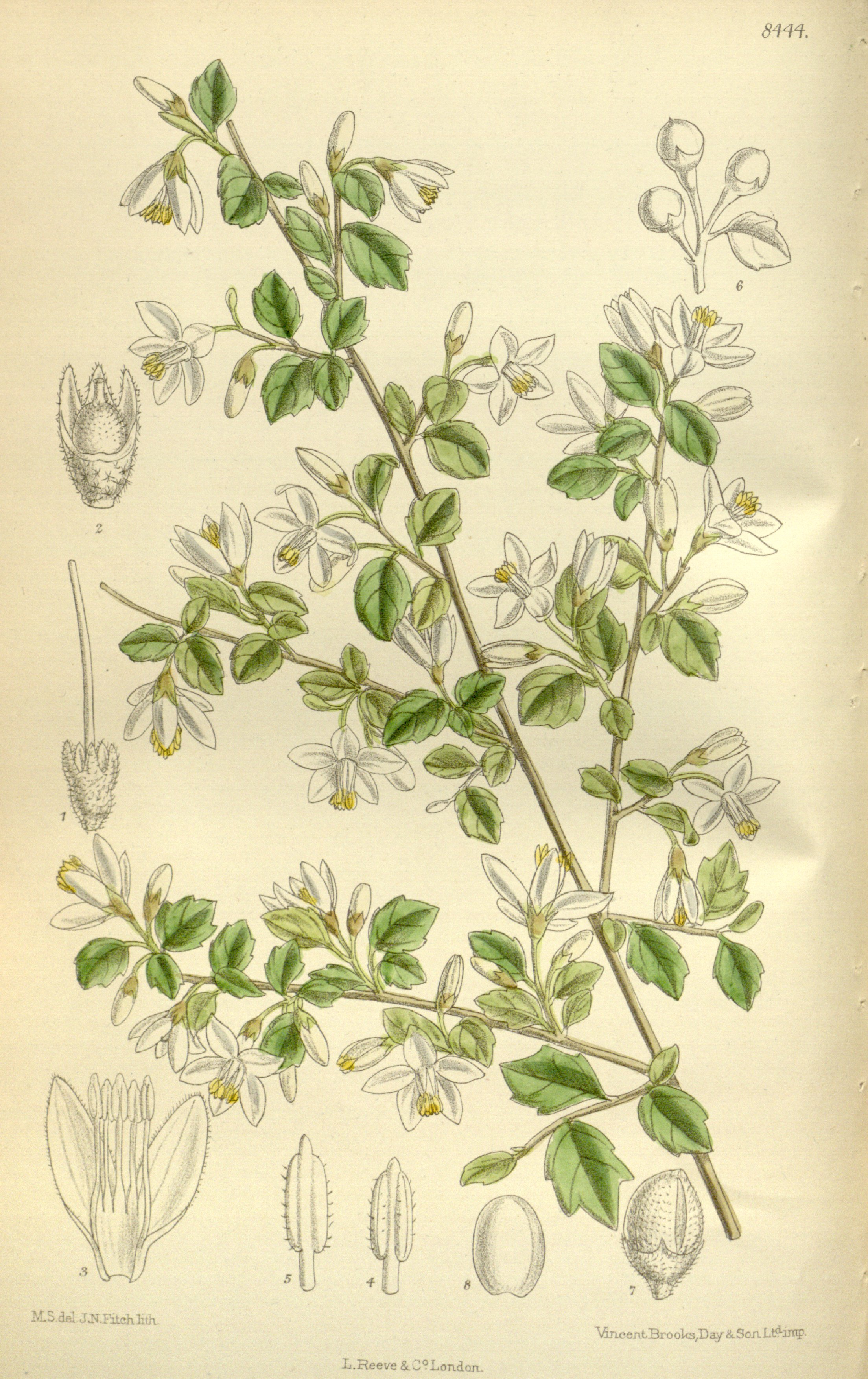